# Nuova A.M.G. Sebastiani Basket Rieti

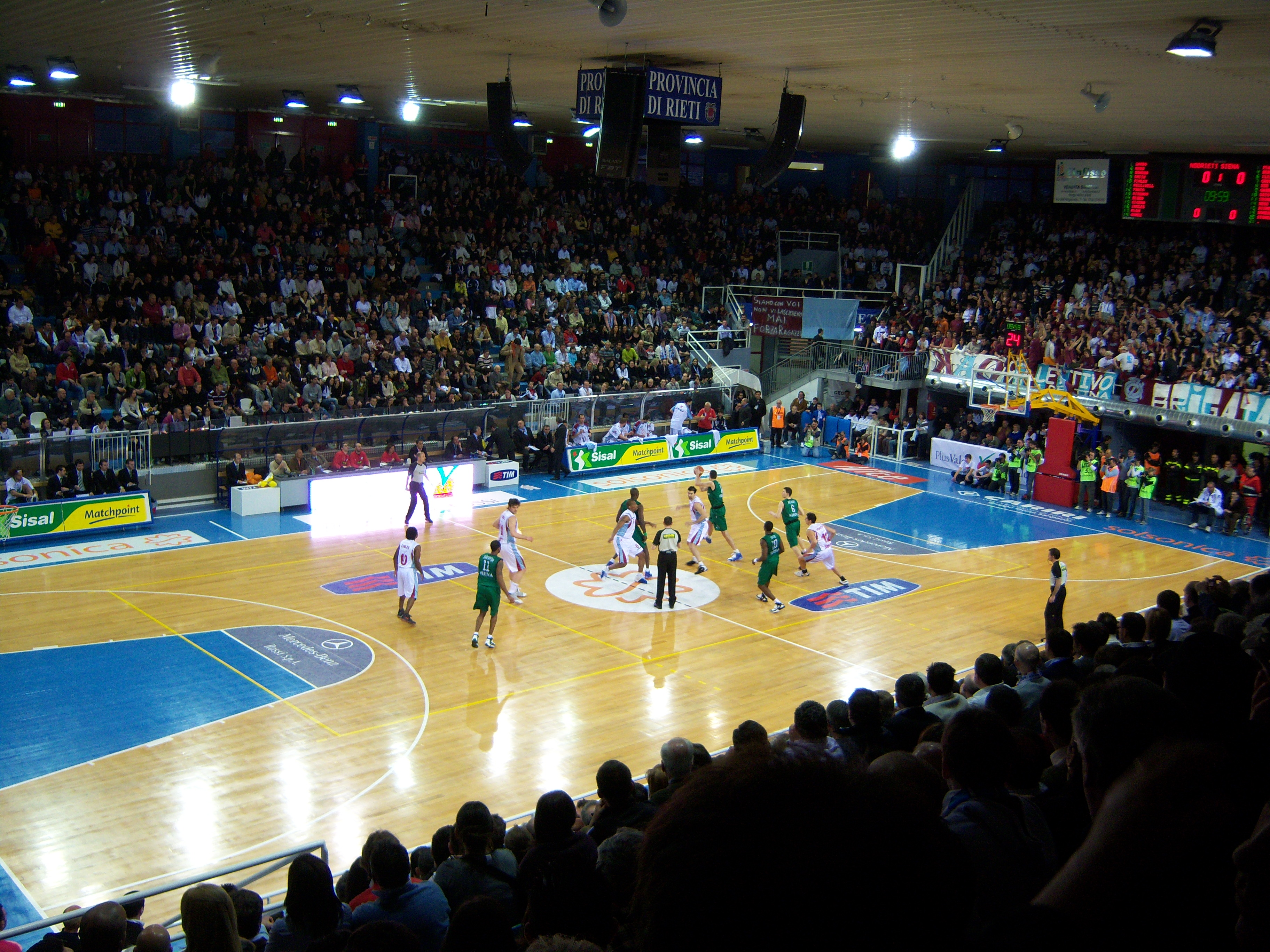
Partido del Rieti ante el Montepaschi Siena.

Nuova A.M.G. Sebastiani Basket Rieti fue un club de baloncesto italiano, fundado en 1998 con la denominación de Virtus Rieti, que cambió en 2003 en honor al desaparecido equipo del AMG Sebastiani Rieti, ganador de una Copa Korac en 1980. En 2009, por problemas financieros, trasladó su sede de juego desde Rieti al PalaBarbuto de Nápoles, pero no terminó la temporada, desapareciendo en 2010.

## Palmarés
- 1 Copa Italiana de Baloncesto de Serie B: 2004.
- 1 Copa de Italia de Legadue: 2007.
- 1 Legadue: 2007.

## Jugadores

### Jugadores históricos
- Joe Bryant 2 temporadas: '84-'86
- Antonello Riva 2 temporadas: '02-'04
- Roberto Brunamonti 7 temporadas: '75-'82